# استودان تنگ خمار ۲
استودان تنگ خمار ۲ مربوط به دوره ساسانیان است و در شهرستان فسا، بخش نوبندگان، دهستان غیاث آباد، ۳ کیلومتری به طرف غرب روستای غیاث آباد، روبروی تلمبه آقای فضل‌الله شجاعی واقع شده و این اثر در تاریخ ۲۶ اسفند ۱۳۸۶ با شمارهٔ ثبت ۲۱۹۰۳ به‌عنوان یکی از آثار ملی ایران به ثبت رسیده است.